# Karol Mika
Karol Bronisław Mika (ur. 30 lipca 1896 w Krynicy) – porucznik piechoty Wojska Polskiego, doktor.

## Życiorys
Urodził się 30 lipca 1896 w Krynicy. W 1914 razem z Stefanem Dulem, Adamem Dzianottem i Bronisławem Pierackim złożył maturę w c. k. Gimnazjum I Wyższym w Nowym Sączu. W tym samym roku został wcielony do c. i k. Armii. Służył jako kapral w c. i k. Pułku Piechoty Nr 20. Później został przeniesiony do c. i k. Pułku Piechoty Nr 11 i mianowany na stopień podporucznika ze starszeństwem z 1 listopada 1917 w korpusie oficerów rezerwy piechoty.
W Wojsku Polskim służył w 19 Pułku Piechoty. 3 maja 1922 został zweryfikowany w stopniu porucznika ze starszeństwem z 1 czerwca 1919 i 2029. lokatą w korpusie oficerów piechoty. Później został przeniesiony do rezerwy i przydzielony w rezerwie do 1 Pułku Strzelców Podhalańskich w Nowym Sączu. W 1934, jako oficer pospolitego ruszenia pozostawał w ewidencji Powiatowej Komendy Uzupełnień Nowy Sącz. Posiadał przydział do Oficerskiej Kadry Okręgowej Nr V. Był wówczas „przewidziany do użycia w czasie wojny”.

## Ordery i odznaczenia
W czasie służby w c. i k. Armii otrzymał:
- Krzyż Zasługi Wojskowej 3 klasy z dekoracją wojenną i mieczami,
- Signum Laudis Brązowy Medal Zasługi Wojskowej z mieczami na wstążce Krzyża Zasługi Wojskowej,
- Srebrny Medal Waleczności 2 klasy,
- Brązowy Medal Waleczności,
- Krzyż Wojskowy Karola[8].